# 褚翔
褚翔（505年—548年），字世舉，河南陽翟人，南梁官员。
褚翔的曾祖父是南齊太宰褚淵，祖父太常褚蓁，父親廬陵王長史褚向。他最初是國子生，考獲優等，之後因父親逝世父喪。喪期後，除授秘書郎，累遷太子舍人、宣城王蕭大器的主簿。中大通五年（533年），梁武帝宴請臣子在皇宮後苑遊樂，另外下詔褚翔和王訓作二十韻詩，限時三刻鐘。他坐下立刻奏上詩歌，梁武帝感到詫異，即日轉為宣城王的文學，不久轉為王友。當時宣城王王友、文學比正王加二等，因此破格任命褚翔，時下的人都讚美此事。
褚翔出任義興太守，在政期間廉潔，省去繁苛稅項與不必要的开支，百姓安稳。郡內西亭有一株古樹枯死多年；他到任後突然再生枝葉，百姓認為是古樹給褚翔的善政感動。任滿後，吏民都請求讓他留任，獲准許；之後他被徵任為吏部郎，離開時百姓不分大小地送他出境，流著泪對他告辭。
他出任吏部郎時公正清廉，不會因為別人請求而改變心意，號稱公平。很快轉任侍中，又轉散騎常侍，領任羽林監，侍奉東宮。再獲任晉陵太守，不知何日就以公事免任。其後復任散騎常侍，侍奉東宮。太清二年（548年），遷守吏部尚書，當年冬天，侯景圍攻建康，褚翔於城內遇上母親離世，過度哀痛而去世，虛歲四十四，朝廷下詔贈本官。他年少就很孝順，擔任侍中時，母親病重，請來僧侶祈福，半夜忽然見到窗外有光，亦聽到空中彈指的聲音，到早上他的母親就痊癒了，人們認為是褚翔精誠所致。

## 引用
1. 1 2  《梁書·卷四十一·列傳第三十》：褚翔字世舉，河南陽翟人。曾祖淵，齊太宰文簡公，佐命齊室。祖蓁，太常穆子。父向，……出爲寧遠將軍北中郎廬陵王長史。翔初爲國子生，舉高第。丁父憂。服闋，除秘書郎，累遷太子舍人、宣城王主簿。中大通五年，高祖宴羣臣樂游苑，別詔翔與王訓爲二十韻詩，限三刻成。翔于坐立奏，高祖異焉，卽日轉宣城王文學，俄遷爲友。時宣城友、文學加它王二等，故以翔超爲之，時論美焉。
2. 1 2  《南史·卷二十八·列傳第十八》：翔字世舉，起家秘書郎，累遷宣城王主簿。中大通五年，梁武帝宴群臣樂游苑，別詔翔與王訓為二十韻詩，限三刻成。翔於坐立奏，帝異焉，即日補宣城王文學，俄遷友。時宣城友、文學加正王二等，翔超為之，時論美焉。
3. ↑  《梁書·卷四十一·列傳第三十》：出爲義興太守。翔在政潔已，省繁苛，去浮費，百姓安之。郡之西亭有古樹，積年枯死；翔至郡，忽更生枝葉，百姓咸以爲善政所感。及秩滿，吏民詣闕請之，敕許焉。尋徵爲吏部郎，去郡，百姓無老少追送出境，涕泣拜辭。
4. ↑  《南史·卷六十二·列傳第五十二》：出為義興太守，在政潔己，省繁苛，去游費，百姓安之。郡西亭有古樹，積年枯死，翔至郡，忽更生枝葉，咸以為善政所感。以秩滿，吏人詣闕請之，敕許焉。尋徵為吏部郎，去郡，百姓無老少追送出境，涕泣拜辭。
5. ↑  《梁書·卷四十一·列傳第三十》：翔居小選公清，不爲請屬易意，號爲平允。俄遷侍中，頃之轉散騎常侍，領羽林監，侍東宮。出爲晉陵太守，在郡未期，以公事免。俄復爲散騎常侍，侍東宮。太清二年，遷守吏部尚書。其年冬，侯景圍宮城，翔於圍內丁母憂，以毀卒，時年四十四。詔贈本官。翔少有孝性。爲侍中時，母疾篤，請沙門祈福。中夜忽見戶外有異光，又聞空中彈指，及曉，疾遂愈。咸以翔精誠所致焉。
6. ↑  《南史·卷六十二·列傳第五十二》：翔居小選公清，不為請屬易意，號為平允。遷侍中。太清二年，守吏部尚書，丁母憂，以毀卒。翔少有孝行，為侍中時，母病篤，請沙門祈福，中夜忽見戶外有異光，又聞空中彈指。及旦，疾遂愈，咸以為精誠所致云。

## 延伸阅读
[在维基数据编辑]
 《梁書/卷41》，出自姚思廉《梁書》